# Arbanitis robertcollinsi
Arbanitis robertcollinsi là một loài nhện trong họ Idiopidae.
Loài này thuộc chi Arbanitis. Arbanitis robertcollinsi được Raven & G miêu tả năm 2006. Wishart.